# PCHA 1922/23
Die Saison 1922/23 war die zwölfte reguläre Saison der Pacific Coast Hockey Association (PCHA). Meister wurden die Vancouver Maroons.

## Teamänderungen
Folgende Änderungen wurden vor Beginn der Saison vorgenommen:
- Die Vancouver Millionaires änderten ihren Namen in Vancouver Maroons.
- Die Victoria Aristocrats änderten ihren Namen in Victoria Cougars.

## Modus
In der Regulären Saison absolvierten die drei Mannschaften jeweils zwischen 29 und 30 Spiele. Die beiden Erstplatzierten trafen anschließend in Hin- und Rückspiel um den Meistertitel aufeinander, wobei das bessere Torverhältnis aus beiden Spielen entscheidend war. In der regulären Saison spielte die Liga in einem gemeinsamen Spielplan mit den Mannschaften der Western Canada Hockey League. Für einen Sieg erhielt jede Mannschaft zwei Punkte, bei einem Unentschieden einen Punkt und bei einer Niederlage null Punkte.

## Saisonverlauf
Nachdem der PCHA-Meister bereits seit dem Vorjahr um den Stanley Cup zunächst in einer Qualifikation gegen den Meister der Western Canada Hockey League antreten musste, bevor es gegen den Meister der National Hockey League ging, erfolgte eine weitere Annäherung beider Ligen, da diese nun einen gemeinsamen Spielplan einführten. Damit einher ging eine Anpassung der Regeln der PCHA an die der beiden Konkurrenzligen NHL und WCHL. Unter anderem wurde die Position des Rovers abgeschafft und dadurch die Anzahl der Spieler von sieben pro Mannschaft auf sechs reduziert. Die Spiele zwischen PCHA und WCHL endeten mit 15:9 Siegen zu Gunsten der PCHA. In den PCHA-Playoffs setzte sich Vancouver mit 5:3 Toren gegen Victoria durch. Beide Mannschaften hatten vor der Spielzeit ihre Namen in Maroons (Vancouver) bzw. Cougars (Victoria) geändert.

## Tabelle Reguläre Saison
Abkürzungen: GP = Spiele, W = Siege, L = Niederlagen, T = Unentschieden, GF = Erzielte Tore, GA = Gegentore, Pts = Punkte
|                       | GP | W  | L  | T | GF  | GA  | Pts |
| --------------------- | -- | -- | -- | - | --- | --- | --- |
| Vancouver Maroons     | 29 | 16 | 12 | 1 | 112 | 82  | 33  |
| Victoria Cougars      | 29 | 16 | 13 | 0 | 89  | 81  | 32  |
| Seattle Metropolitans | 30 | 15 | 15 | 0 | 100 | 106 | 30  |

## Playoffs
- Vancouver Maroons – Victoria Cougars 3:0/2:3

## Stanley Cup Challenge
Im Halbfinale um den Stanley Cup unterlagen die Vancouver Maroons als PCHA-Meister den Ottawa Senators aus der National Hockey League, die anschließend in der Finalserie auch gegen die Edmonton Eskimos aus der Western Canada Hockey League gewannen.